# Rancharia
Rancharia là một đô thị ở bang São Paulo của Brasil. Đô thị này nằm ở vĩ độ 22º13'45" độ vĩ nam và kinh độ 50º53'35" độ vĩ tây, trên khu vực có độ cao 519 m. Dân số năm 2004 ước tính là 29.726 người. 

## Thông tin nhân khẩu
Dữ liệu dân số theo điều tra dân số năm 2000
Tổng dân số: 28.772
- Urbana: 21.707
- Rural: 8.783
- Homens: 14.269
- Mulheres: 14.503

Mật độ dân số (người/km²): 18,16
Tỷ lệ tử vong trẻ sơ sinh dưới 1 tuổi (trên một triệu người): 12,17
Tuổi thọ bình quân (tuổi): 73,32
Tỷ lệ sinh (số trẻ trên mỗi bà mẹ): 2,35
Tỷ lệ biết đọc biết viết: 89,67%
Chỉ số phát triển con người (HDI-M): 0,789
- Chỉ số phát triển con người - Thu nhập: 0,702
- Chỉ số phát triển con người - Tuổi thọ: 0,805
- Chỉ số phát triển con người - Giáo dục: 0,859

(Nguồn: IPEADATA)

### Sông ngòi
- Ribeirão da Confusão
- Ribeirão Capivari

### Các xa lộ
- SP-284
- SP-457